# Earth vs. the Spider
Earth vs. the Spider (alte denumiri The Spider și Earth vs. the Giant Spider)  este un film SF american din 1958 regizat de Bert I. Gordon. În rolurile principale joacă actorii Ed Kemmer, Gene Persson, Gene Roth.

## Actori
- Ed Kemmer  este Mr. Kingman
- June Kenney  este Carol Flynn
- Eugene Persson  este Mike Simpson
- Gene Roth  este Sheriff Cagle
- Hal Torey  este Mr. Simpson
- June Jocelyn  este Mrs. Flynn
- Mickey Finn  este Sam Haskel
- Sally Fraser  este Mrs. Helen Kingman
- Troy Patterson  este Joe
- Skip Young  este Sam (the bass player)
- Howard Wright  este Jake
- Bill Giorgio  este Deputy Sheriff Sanders"
- Hank Patterson  este Hugo (High School Janitor)
- Jack Kosslyn  este Mr. Fraser (camera club teacher)
- Bob Garnet  este Springdale Pest Control Man
- Shirley Falls  este the Switchboard Operator
- Bob Tetrick  este Deputy Sheriff Dave
- Nancy Kilgas  este a Dancer
- George Stanley  este One of the men in the Cavern
- David Tomack  este the Power Line Foreman
- Merritt Stone  este Jack Flynn (Carol's Dad)
- Dick D'Agostin  este The Pianist